# Mycetosoritis aspera
Mycetosoritis aspera är en myrart som först beskrevs av Mayr 1887.  Mycetosoritis aspera ingår i släktet Mycetosoritis och familjen myror. Inga underarter finns listade i Catalogue of Life.